# Dorfkirche Reichardtsdorf

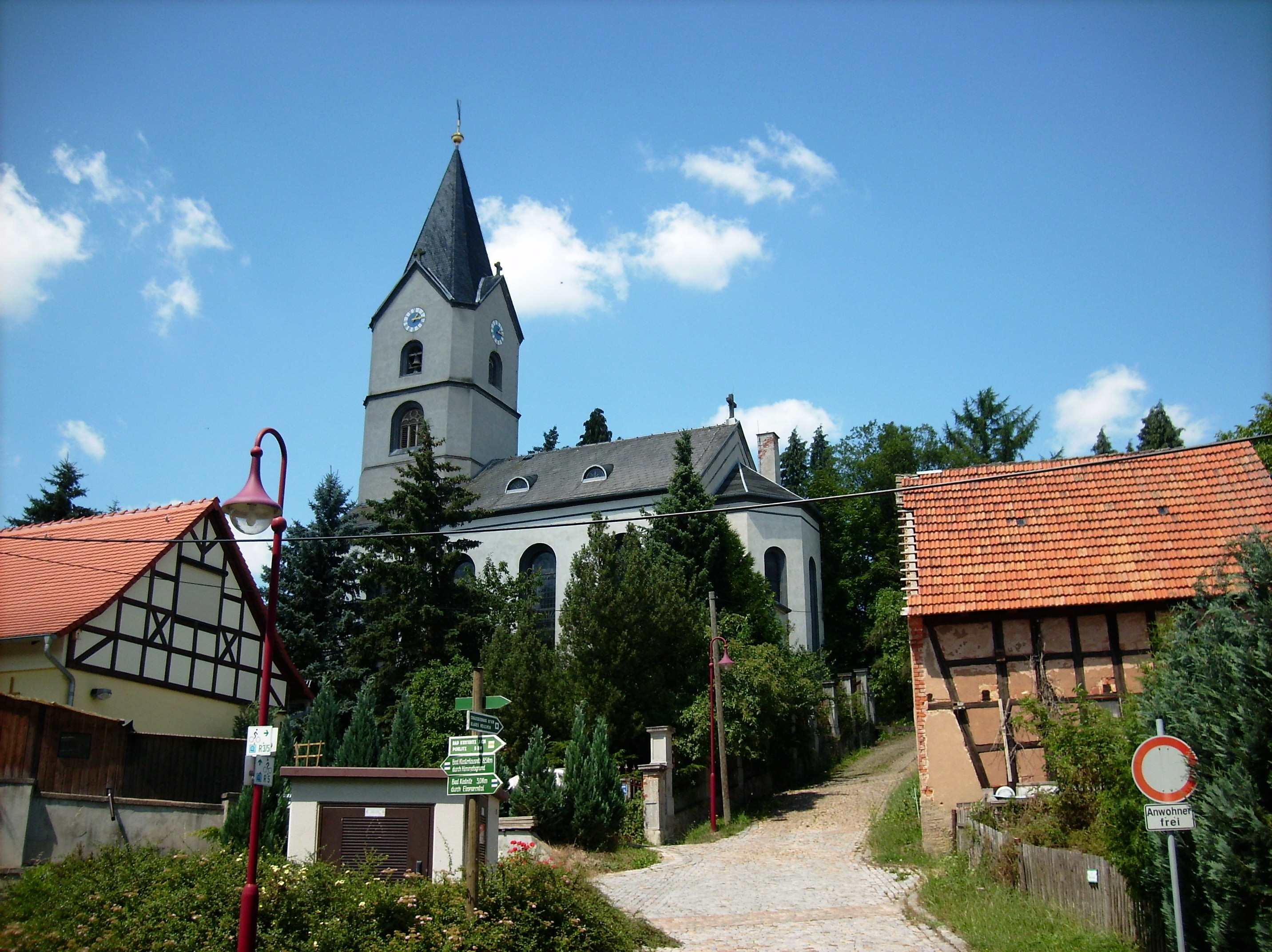
Die Kirche

Die evangelische Dorfkirche Reichardtsdorf steht im Ortsteil Reichardtsdorf der Stadt Bad Köstritz im Landkreis Greiz in Thüringen. Sie gehört zur Kirchengemeinde Rüdersdorf-Kraftsdorf im Kirchenkreis Gera der Evangelischen Kirche in Mitteldeutschland.

## Geschichte
1414 wurde der Pfarrer zu Richerstorff genannt, so dass von der Existenz einer Kirche oder Kapelle ausgegangen werden kann. Die nächste Kirche wurde im  16. Jahrhundert mit einer eigenen Pfarrei genannt. Bei einer Kirchenvisitation 1529 wurde die Dorfkirche erwähnt.
1822 besaß die Dorfkirche zwei Glocken und erhielt später eine dritte, was zur Folge hatte, dass die Glocken zu schwer für den Kirchturm waren, so dass zunächst der Bau eines neuen Turms beschlossen wurde. Es wurde jedoch ein neues Kirchengebäude mit Turm auf einem neu gekauften Grundstück gebaut, zu dem am 29. Juni 1840 der Grundstein gelegt wurde. Am 13. November 1843 wurde der Kirchenbau im romanischen Stil mit einem stattlichen Turm auf der Westseite eingeweiht.
Der Begräbnisplatz wurde nördlich der Kirche angelegt. Am 6. Dezember 1874 waren der Neubau und die Neuanlage des Begräbnisplatzes vollendet. Die Vorgängerkirche wurde abgerissen.